# Muzeul Național de Artă Timișoara
Muzeul de Artă din Timișoara este un muzeu de artă aflat în Palatul Baroc din Timișoara. Muzeul a luat ființă după desprinderea secțiunii de artă a Muzeului Banatului, care a funcționat o perioadă într-o aripă din actuala clădire. Muzeul a devenit instituție de sine stătătoare pe 1 ianuarie 2006, director fiind profesorul universitar Marcel Tolcea. O dată cu finalizarea unei bune părți din lucrările de restaurare a palatului și a spațiului expozițional, muzeul extins a putut fi inaugurat la 21 decembrie. 
Muzeul include o colecție unică de lucrări și obiecte personale ale pictorului Corneliu Baba, cu 90 de piese. Alte 3 secțiuni includ colecțiile de artă contemporană, decorativă și europeană. În patrimoniul muzeului se mai găsesc colecții de pictură românească, bănățeană și pictură religioasă, acestea momentan nu sunt expuse din lipsă de spațiu. Parterul este dedicat expozițiilor temporare.

## Istoric
Actualul muzeu este rezultatul unui proces care a durat peste 120 de ani. Începuturile colecției - care a dat naștere secțiunii de artă a Muzeului Banatului - sunt consemnate în 1879, când Ormós Zsigmond (1813-1893), fondatorul Societății Muzeale din Ungaria de Sud, colecționar și istoric de artă, își donează colecția substanțială de pictură europeană noii instituți. În 1940 muzeul este reorganizat de directorul Aurel Ciupe, care separă secțiunile pe categorii. Astfel ia ființă Secțiunea artistică sau Pinacoteca.
În 1969 secția de artă a început să se desprindă de Muzeul Banatului, beneficiind de un spațiu propriu, în clădirea Centrului Cultural Francez. În 1986, aceasta a fost mutată într-o aripă din Palatul Baroc, în restaurare încă de la sfârșitul anilor '70. La 1 ianuarie 2006, secția de artă s-a desprins definitiv de Muzeul Banatului și a devenit "Muzeul de Artă Timișoara". Abia în 21 decembrie, o dată cu terminarea lucrărilor de renovare a palatului, s-au deschis porțile muzeului extins.

## Colecția "Baba"

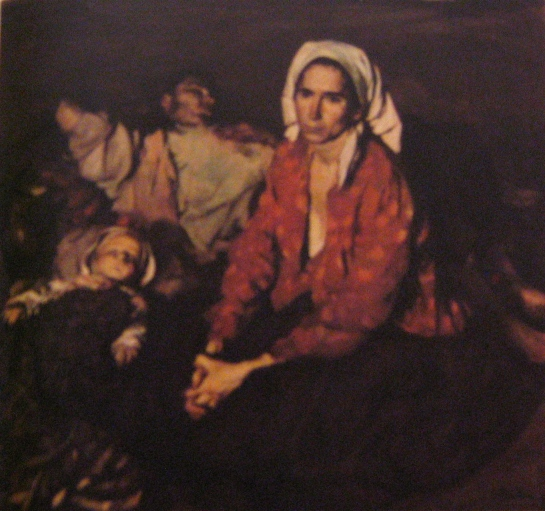
Odihnă pe câmp (1954), una dintre picturile din colecția "Baba"

Colecția cuprinde 90 de obiecte, în marea majoritate tablouri, dar și câteva obiecte personale ale pictorului Corneliu Baba. La baza colecției stă donația efectuată de soția artistului, o mică parte din tablouri provenind de la Muzeul Național de Artă și Muzeul de Artă al Municipiului București, cu titlu de împrumut. 
Printre tablouri se regăsesc cele mai cunoscute lucrări precum Odihnă pe câmp (1954), Întoarcerea de la sapă (1943), autoportrete, o parte din ciclul "Regele nebun" sau seria "Arlechin", peisaje venețiene și spaniole. De asemenea din colecție ies în evidență și portretele lui Mihail Sadoveanu, Lucia Sturdza-Bulandra, George Enescu sau Tudor Arghezi în pictura Tudor Arghezi cu soția (1961).

## Artă contemporană
Secția de artă contemporană cuprinde 8 săli în care se regăsesc diferite concepte ale artei contemporane din Timișoara. 
Colecția de artă contemporană a Muzeului de Artă din Timișoara a fost alcătuită în mod inegal, din diferite piese adunate de-a lungul timpului. O mare parte dintre aceste piese reprezintă diferitele direcții artistice ale artei din Timișoara. Prin 1960, Timișoara devenise unul dintre cele mai dinamice centre ale artei contemporane românești, fapt datorat în bună măsură și stabilirii în oraș a unui număr de tineri artiști, veniți de la studii și animați de dorința schimbării vieții artistice. Constantin Flondor și Ștefan Bertalan, colegi la Liceul de Artă din Timișoara, s-au întâlnit în interesul lor pentru noile probleme ale limbajului plastic, pentru noile tehnologii, pentru cibernetică și bionică; curând lor li se va alătura și Roman Cotoșman. Acesta tocmai abandonase pictura figurativă dedicându-se experimentelor cu forme abstracte. În urma șederii sale la Paris, în 1963, el se întorcea acasă cu dorința de a-și schimba mijloacele de expresie inițiind seria monotipurilor monocrome și realizând primele colaje constructiviste (Interferențe spațiale). După exemplul unor grupuri de avangardă și in special “Groupe de Recherche d’Art Visuel” (Paris, 1960), el dorea să apară și la Timișoara o astfel de echipă. Ca urmare a luat naștere Grupul 111, primul grup artistic experimental din România, avându-i ca membri pe Roman Cotoșman, Constantin Flondor și Ștefan Bertalan.
În 1968 Grupul 111 expunea prima dată la București la sala Kalinderu făcându-se astfel cunoscut pe plan național. Alături de cei trei artiști deja amintiți aveau sa participe atunci Zoltan Molnar și Diet Sayler. Dacă Molnar practica la acea data abstracția lirică, el a evoluat ulterior spre arta concretă, preocupat de corespondența dintre sunet și formă, atât de evidentă în studiile sale de muzicalism. Celălalt artist, asociat temporar grupului, a fost Diet Sayler, născut și el la Timișoara și care încă din 1963 introdusese elemente geometrice în pictură. Către 1967 arta lui devenise radical constructivă, artistul renunțând la culoare în favoarea integrării artei într-un spațiu arhitectonic.
Din această perioadă timpurie se păstrează în colecția muzeului o serie de lucrări, în special monotipurile și colajele constructiviste ale lui Cotoșman, dar și lucrările lui Flondor și Bertalan care au fost expuse la Nürnberg în 1969.
În 1970 la Liceul de artă din Timișoara au sosit mai mulți tineri profesori. În jurul lui Constantin Flondor și a lui Ștefan Bertalan s-a constituit un alt grup artistic, Sigma 1, avându-i ca noi membri pe Doru Tulcan, Elisei Rusu, Ion Gaita și matematicianul Florin Codreanu. O trăsătură definitorie a acestui nou grup era programul declarat de lucru, bazat pe principiul muncii în echipă și pe interdisciplinaritate (matematică, psihologie, cibernetică, bionică, structuri plastice).
Odată cu anul 1974 din grup se retrag o parte din membri, acesta rămânând format doar din Constantin Flondor, Ștefan Bertalan și Doru Tulcan. Cei trei artiști continuau să se întâlnească și să discute probleme de mare actualitate artistică, să se consulte chiar în adoptarea unor a soluții plastice, dar participările lor la expoziții vor fi de acum individuale.
Constant atras de volum și de geometria elementară a formelor, Petru Jecza este adeptul unui constructivism cu o constantă trimitere aluziv-simbolică la figurativ. În scurta sa alăturare la grupul “obiectualilor” (1970- 74), el a fost preocupat de experimentarea unor expresii plastice rezultând din utilizarea “ready - made”-ului imaginând o structură spațială din - calapoade metalice (Structuri-calapoade, 1970). Sculpturile sale de bronz fac parte din colecția muzeului alături de altfel de sculpturile din lemn ale lui Victor Gaga.
Anii ‘80 au adus o atomizare a tuturor grupărilor artistice create anterior, o mai puternică individualizare a artiștilor, preocupați de elaborarea unor mitologii personale. În același timp au adus o presiune ideologică crescândă exercitată de putere. În acești ani fenomenul artistic este mai intens supravegheat și dirijat (prin sporirea “expozițiilor cu tematică) și prin exercitarea cenzurii (chiar și în cazul expozițiilor personale). Ca urmare a existat un moment de retragere spre interior a multora dintre artiștii acestei generații. 
În acest context, tot mai amenințat și suferind imense presiuni ideologice, în același timp tot mai închis, o formă de evaziune și de liberă circulație a artei și a gândurilor a fost Mail - Arta. Realizată pe format mic, conținând adesea scurte mesaje, aceasta a circulat prin intermediul poștei înlesnind astfel contacte neașteptate cu artiști străini. Astfel, în 1984 Constantin Flondor lansase o tema pentru Mail-Art purtând titlul “Viață fără artă?”.
Constant preocupați de experiment, artiștii timișoreni au dat dovadă întotdeauna de inițiativă și creativitate, fiind adesea angajați pe un drum dificil, fără să se bucure de o recunoaștere imediată, dificultăți pe care însă și le-au asumat.

## Artă bănățeană veche
Patrimoniul de artă veche a Muzeului de artă s-a alcătuit și s-a îmbogățit în timp. Primele icoane au intrat în patrimoniul pinacotecii timișorene, în anii 1909 și 1912.
Istoricul de artă Ioachim Miloia, director al Muzeului Banatului a inițiat, începând din anul 1928, o campanie susținută de teren pentru depistarea și salvarea patrimoniului mobil, cu precădere a celui din biserici sătești. Politica sa de achiziții și mai ales de donații din partea parohiilor, s-a concretizat în crearea fondului „de artă bisericească”, al cărui conținut a fost publicat parțial în anuarul muzeului bănățean, Analele Banatului.
Acest fond, însumând aproximativ 150 de lucrări pe lemn și pe pânză, a fost îmbogățit substanțial, mai ales după anul 1966, prin achiziții, donații sau transferuri, depășind în prezent 1000 de piese. Completarea sa continuă direcția inițiată în perioada interbelică, orientându-se mai ales spre evidențierea specificului artei din Banat, a sublinierii evoluției și raporturilor sale cu zonele de cultură învecinate. 
Sursele diferite care au contribuit la alcătuirea sa, i-au configurat o coloratură eterogenă. Marea majoritate a pieselor este reprezentată prin icoane pe lemn provenite din ateliere locale, respectiv din provinciile românești Țara Românească, Transilvania, izolat Maramureș, aparținând cronologic secolelor al XVIII-lea și al XIX-lea; prin icoane pe lemn rusești din secolul al XIX-lea și printr-un număr mic de icoane pe lemn provenite din ateliere grecești din secolele XVIII și XIX. Fondul de pictură pe panou de lemn, este completat prin pictură pe pânză cu tematică religioasă, realizată de pictori bănățeni din secolele al XIX-lea și XX. 
Colecția oferă posibilitatea de a se identifica preferințele ctitorilor localnici (români, sârbi și macedo- români) și facilitează lărgirea informațiilor relativ la creatori de referință în peisajul creației artistice din Banatul epocii premoderne din secolul al XVIII-lea ca și Nedelcu Popovici, Andrei Andreevici, Ștefan Tenețchi, Gheorghe Diaconovici sau evidențiază nume puțin cunoscute în arta din secolul al XIX-lea, cum au fost Gheorghe Murgu sau molerul Gheorghe Ungurian.Tranziția de la icoana tradițională la „icoana” realizată în tehnica picturii de șevalet, pe care au practicat-o mai ales pictorii din Banatul secolului al XIX-lea, parte dintre ei cu studii la Academia de Artă din Viena sau la Academia de Arte Frumoase din München, este ilustrată în cadrul colecției prin lucrări semnate sau atribuite pictorilor Mihail Velceleanu, Dimitrie Turcu, Nicolae Hașca, Nicolae Mărășescu. 
Începând din deceniul șase al secolului XX, în paralel cu evidențierea celorlalte colecții ale muzeului din Timișoara și cea de artă veche a fost inclusă în circuit public și științific. A fost cercetată și valorificată prin publicații de Ion Frunzetti, Alexandru Efremov, Marius Porumb, Annemarie Podlipny, Adriana Buzilă, Vârtaciu Rodica, Pârvulescu Dorina S. 
Materialul iconografic al colecției de artă veche exemplifică cele două direcții, tradițională și occidentalizantă, care au caracterizat comanda și creația artistică destinată comunităților ortodoxe din provincia plurietnică și pluriconfesională din Banat, cu începere din prima jumătate a secolului al XVIII-lea și completează în mod fericit patrimoniul de artă veche păstrat în colecțiile constituite aparținând cultelor.

## Artă bănățeană din secolul al XIX-lea
Unul dintre obiectivele Societății Muzeale, înființată în a doua jumătate a secolului XIX, a fost descoperirea, colecționarea, expunerea și popularizarea artei care a luat ființă pe teritoriul Banatului. Astfel, în decursul ultimelor decenii ale veacului au fost achiziționate numeroase picturi și desene semnate de autorii născuți, școliți sau activi în acest teritoriu. Alături de operele lor, în colecția muzeului se găsesc în număr mare și lucrări nesemnate (anonime), atribuite artiștilor din Banat. Unele piese importante au fost donate pinacotecii prin actul testamentar al fondatorului Zsigmond Ormós, altele, în ideea completării colecției bănățene, au fost cumpărate din anticariatele specializate ale vremii, de la deținătorii particulari, direct de la artiști sau din expoziții.
În colecția de pictură bănățeană (sec. XIX) sunt reprezentați autori de diferite etnii: germani, români, maghiari și sârbi. Ei au fost formați la renumitele academii de artă ale marilor centre culturale europene: Viena, Budapesta, Düsseldorf sau Paris.
Dintre aceștia amintim câteva personalități din lumea artei cunoscute pe atunci atât în România cât și peste hotare: Johann Wälder, Nicolae Popescu, Anselm Wagner, Adolf Humborg, Karl Brocky, Anton Fialla și Konstantin Daniel.

## Artă bănățeană din secolul al XX-lea
Cu ocazia organizării unei retrospective, septuagenarul Oskar Szuhanek își depăna amintirile spunând că la începutul secolului XX, la Timișoara, au activat doar doi pictori mai însemnați: el și József Ferenczy. Nu au făcut parte din aceeași generație și lucrările lor nu au fost apropiate ca temă, stil sau colorit. 
În pictura bănățeană activitatea lui József Ferenczy marca sfârșitul „epocii academiste” și deschiderea – plină de lumină, culoare și vibrație – spre un nou început. Bazată pe studii academice solide (urmate la Budapesta, München și Paris), cunoscutul portretist preferat al regiunii a descoperit culorile vii ale piețelor de flori din Italia (Piață în Neapole și variantele acesteia), ale bogatului port popular din zonele păstrătoare de tradiții (seriile de tineri în port caracteristic pentru zona Matyóföld, Dansul fetelor, Femei la pârâu) și nuanțele de verde odihnitor al dealurilor cărășene vibrând în luminile verii (Peisaj la Ferdinandsberg, Dealuri cărășene etc.). Lucrările din perioada 1906-1924 completează cu imagini neașteptate, aproape impresioniste creația „obișnuită” a artistului de formație clasică.
Mai retras, fără să se alăture marilor mișcări artistice, Stevan Aleksić continua activitatea de portretist realist transmițând generațiilor viitoare trăsăturile unor personaje (Slavko, muzicantul șchiop din Modoș, Clopotarul) aflate în zona satelor liniștite, vizitate de el cu ocazia executării comenzilor pentru lăcașurile de cult (scene biblice cu multe personaje și alegorii cu trimitere la momentele importante ale istoriei naționale sârbe). Adevărata forță creatoare a retrasului artist poate fi surprinsă în lucrările sale vizionare sau simboliste inspirate de distrugerile războiului (Îngerul Păcii). Autoportretele sale (Autoportret, Autoportret la cafenea/ cu Moartea) prin reluarea temei de „Memento mori”, sunt acele piese rare în colecțiile de artă ale începutului de secol XX care dezvăluie atât talentul deosebit al artistului format la academia müncheneză, cât și filozofia mai profundă a creatorului, ascunsă sub imaginea populară a scenelor „de tavernă”, ”de petrecere” atât de populare la cumpăna veacurilor.
Mai tânărul Oskar Szuhanek, student al academiilor de artă din Budapesta și Paris, după câțiva ani de activitate în capitala franceză și la Veneția, după prima mare conflagrație mondială a revenit pe plaiurile natale. A adus cu el culorile pastel ale lagunelor venețiene (Punta della Dogana a Venezia, Lagună, Bărci la Veneția), vibrația apei în care se reflecta toată gama de culori verzi-albăstrii-galbene ale paletei, luminile alb-gălbui ale satelor tunisiene și o nemărginită chemare pentru peisajele natale atât de îndrăgite (Strada Ștefan cel Mare din Timișoara, Sălcii pe malul Begheiului, Vechiul pod, Case pe malul apei la Margina, Deal cu copaci etc.). În zona Banatului el a deschis calea impresioniștilor plein air-iști de formație franceză. Autorul „Lagunelor” și al peisajelor citadine s-a dovedit a fi și un maestru al portretelor expresioniste cu ușoare reminiscențe Secession: pentru pânzele sale de mari dimensiuni s-au oferit ca model atât frumusețile feminine ale perioadei interbelice, cât și notabilitățile epocii (Portretul doamnei Hoffmann, Portretul principelui Lahovary, Portretul poetului Károly Endre etc.).
Abandonarea „academismului” rigid a însemnat o perioadă de căutări, tatonări, ezitări în viața artistică bănățeană. Curentele noi – expresionismul, simbolismul, cubismul, post-impresionismul – pot fi urmărite în majoritatea creațiilor semnate de pictorii și sculptorii deceniului trei și patru. Marile căutări l-au trimis către școlile libere germane pe neliniștitul pictor Albert Varga și pe sculptorul constructivist Ferdinand Gallas. Dacă marile pânze expresioniste ale primului (Înmormântare, Noaptea la sfat, Călăreț în noapte) fac legătura cu tendințele artei franceze moderne, cu culorile strălucitoare ale școlii băimărene, cel de-al doilea a reușit să treacă de la constructivismului artei ruse, prin influențele barlach-iene, la forme de exprimare înrudite cu creațiile lui Ivan Meštrović. Plastica semnată de multilateralul sculptor (scenograf, decorator, grafician, om de litere) a evoluat de la concepția cubistă (Nud cu balalaică, Frontonul Căminului Muncitoresc din Timișoara) spre forme din ce în ce mai pure, cu o putere deosebită pentru exprimarea sentimentelor umane cele mai profunde
La începutul anilor ’30 mutarea de la Cluj la Timișoara a Școlii de Belle-Arte a susținut cu forțe proaspete reînnoirea vieții artistice. Apariția învățământului artistic organizat a fost secondată de activitatea creatoare a profesorilor care activau în cadrul școlii superioare. Alexandru Popp – academistul echilibrat care accepta reformele și deschiderea, parcurgea astfel o a doua etapă, plein air-istă, mai liberă, mai colorată a creației sale. Catul Bogdan – peisagistul liric, autorul portretelor ce amintesc patina vremurilor renascentiste, Anastasie Demian – pastelistul sensibil al portretelor de copii și maestru al graficii legată de tradițiile bizantine, Aurel Ciupe – autorul peisajelor de toamnă bănățeană, al luminilor strălucitoare rătăcite prin țesăturile populare ale naturilor statice... sunt câțiva dintre tinerii dascăli ai noii instituții care dialoghează, provoacă sau temperează studenții de vârste apropiate lor. Personalitatea puternică a profesorului-sculptor Romul Ladea domina plastica anilor ’30 –’40. Lucrările sale pline de avânt, demonstrează cunoașterea temelor tradițional-populare, dar și o stăpânire desăvârșită a materialelor alese pentru realizarea lor. Portrete grave de țărani bănățeni, figuri de copilași desculți dovedesc legăturile nezdruncinate cu lumea zonelor natale, siluete de tinere țărănci pot fi descoperite în Maternitatea, plachetele sau portretele rondo-bosso semnate de el redau impresionant galeria corifeilor școlii de artă (Portretul lui Tasso Marchini, Aurel Ciupe, propriul Autoportret). Modelele sale trec prin transformări neașteptate: marile figuri ale istoriei naționale (Cloșca, Doja, Simion Bărnuțiu, Regele Ferdinand) devin simboluri naționale, iar eroii fantastici ai legendelor populare (Strâmbă-Lemne, Iovan Iorgovan) se transformă în figuri umane, victorioși luptători împotriva răului amenințător.
Alături de el se afirma sculptorul Sebastian Rotschingk cu portretele sale de început purtând marca liniilor unduitoare ale Secessionului (Țăran german) părăsite mai apoi pentru gravitatea portretelor realiste (Adam Müller-Guttenbrunn) sau simplitatea expresionistă a temelor istorice (Monumentul eroilor de la Periam) și religioase (Madona cu copil). Lucrările promițătoare ale tânărului Endre Gál se află sub puternica influență a lui Gallas cu evidente note personale pozitive apreciate de critica interbelică. Scurta trecere prin viață a pictorului-sculptor Gheorghe Groza nu îi permite împlinirea marilor planuri conturate în Italia; activitatea lui a fost punctată prin câteva picturi în ulei (vândute la expoziția lui personală), un monument de for public ( Emanoil Ungureanu) și un număr redus de machete pentru sculpturi (Cap de negresă, Maternitate, Portretul mamei Prohaska). 
Sub influența marilor curente artistice apar și parcurg trasee singulare câteva personalități puternice sau execută rarele comenzi publice care îi lansează pentru un timp în lumina reflectoarelor criticilor de artă. Franz Ferch la început a câștigat aprecierea publicului cu lucrările sale de mari dimensiuni, realizate în stilul agreat la sfârșitul secolului XIX în academiile germane: suprafețe compuse din mari pete de culoare având contururile „topite” (Copii cu arici, O rugăminte). Mai târziu se apleacă asupra temelor istorice-simbolice ale națiunii germane din Banat (Culegătoarele, Colonizarea șvabilor în Banat, Pribegii) și cu trecerea timpului paleta lui capătă prospețime post-impresionistă la realizarea peisajelor mureșene (Dimineața lângă drum, Peisaj pe Mureș, Bărci pe Mureș). Creația sa a umbrit activitatea modestului Stefan Jäger care continua să asiste la viața de zi cu zi a populației germane documentând traiul rural cu nostime scene de gen, mici documente colorate ale vieții cotidiene idilizate, presărată de petrecerile tradiționale ale țăranilor din satele șvăbești. Figura lui a intrat în conștiința bănățenilor datorită tripticului documentar realizat la începutul secolului XX (Colonizarea șvabilor în Banat); lucrarea a trecut pe plan secund calitățile de peisagist și portretist ale pictorului.
O carieră artistică fără mari suișuri și coborâșuri demonstrează și activitatea pictorului Ion Isac. Peisagist prin excelență, el a fost rapsodul zonelor natale (Casă din Ciclova Montană, Case la Domașnea, Vedere spre Ciclova, Căpițe de fân etc.). Exceptând câteva lagune de mici dimensiuni (Veneția) și marine reușite, realizate în zona porturilor române (Mișcare în port) se prezenta cu mai puțin noroc în peisajele surprinse pe riviera italiană sau în Balcic, atunci când tindea să imite stilul expresionist-fauv al marilor virtuozi ai penelului. Puținele sale portrete (Neica Iacob din Rusova, Portret de bătrână) dovedesc posibilități neexploatate din cauza nesiguranței izvorâte din pregătirea artistică precară a autorului.
Timișoara a atras talentele dornice să se afirme, iar latura mai prozaică a marelui oraș a oferit posibilitate de existență pentru artiști. Astfel, a ajuns aici de la Lugoj Emil Lenhardt, autorul unor lucrări demne de remarcat în perioada anilor ’30 (Natură statică, Peisaj însorit, Țăran șvab din Banat etc.). Cariera lui însă nu a mai urmat linia ascendentă; locul peisajelor luminate, cu umbre colorate a fost luat de secvențe urbane convenționale și ulițe de sat fără personaje. Doar câteva naturi statice mai reflectă posibilitățile de odinioară ale autorului devenit restaurator al muzeului din oraș.
Cel mai consecvent artist așezat în Timișoara, Julius Podlipny a dominat tărâmul graficii expresioniste timp de jumătate de secol. Activitatea lui creatoare s-a împletit strâns cu cea pedagogică. A renunțat la culorile strălucitoare ale paletei de pictor pentru pastel (sau pastel uleios), apoi - cu mici excepții - a părăsit culorile pentru tonurile care vibrează de la luminos-gălbui până la negru-adânc obținute din utilizarea cărbunelui pe hârtii cu diferite granulații, conturând cu umbre moi, raze orbitoare și linii dure teme sfâșietor de dureroase. Seria „Infirmii”, a muzicanților-cerșetori de stradă, a bătrânilor uitați de lume, a credincioșilor bigoți ilustrează legătura lăuntrică a pictorului cu lumea celor umiliți, dar constituie totodată și o aspră critică socială a perioadei marcată de grave crize sociale și de conștiință. Forța acestor lucrări de mici dimensiuni concurează pânzele sale timpurii în care fâșiile ireale de raze de lumină sugerau omniprezența atenției divine îndreptată către cei mărunți. Grafica lui aspră plasa în centrul atenției nedreptățile suferite și păcatele negre care în final se vor plăti în fața unei divinități neiertătoare.
În același timp, în rândul artiștilor consacrați, cercetând teme istorice și căutând rezolvări simbolice, își face simțită prezența tânărul pictor bănățean Ștefan Szőnyi. Elev al lui Virgil Simionescu cu care deprinsese tehnica uleiurilor și taina peisajelor plein air-iste, deja în perioada de început a îmbrățișat stilul expresionist. Culorile puternice de roșu-albastru-alb conturate cu negru (Sfântul Sebastian, Violoncelistul) îl apropiau mai degrabă de influențele expresioniste decât de post-impresioniștii școlii franceze. Portretele sale tematice, deosebit de elegante, de inspirație istorică le-a așternut pe pânză întro manieră simbolistă sugerându adesea o atmosferă mistică-legendară. Seria de „Profeți”, „Apocalipsa” iar mai târziu „Aratul greu” transmiteau mesaje mult mai grave și prefigurau lucrările monumentale care îl caracterizau pe viitorul artist matur. 
Cele două mari personalități – cu cariere întrucâtva asemănătoare – Ioachim Miloia și Aurel Ciupe reprezintă critica de artă venită „din interior”. Amândoi artiști, ei analizau cu obiectivitate cărările pe care a pornit creația scăpată de corsetul sufocant al academismului târziu. Ei sunt cei care printr-o muncă asiduă de cercetare, urmărire, valorificare și încercări reușite (sau mai puțin încoronate de succes) de achiziții publice s-au străduit să pună bazele unei colecții de artă „contemporană” (interbelică) în cadrul Muzeului Bănățean, precursorul Muzeului de Artă din Timișoara.

## Artă decorativă
Bazele colecției de art decorativă au fost puse în secolul al XIX-lea de Ormós Zsigmond (1813-1894), fondatorul muzeului timișorean, personalitate marcantă a vieții culturale din Banat, o dată cu primele piese donate muzeului, incluse în catalogul din anul 1888. Nucleul colecției reflectă într-o manieră cât se poate de elocventă felul în care, în epoca de pionierat a muzeului timișorean, când accentul era pus pe înființarea și organizarea pinacotecii, achizițiile de artă decorativă nu au fost neglijate. În limita posibilităților financiare, Ormós adună la un loc obiecte de artă aplicată de diferite tipologii, materiale și stiluri, argumentând prin această diversitate însăși ideea că o colecție de artă decorativă, pe care el doar o fundamentează, este absolut necesară în existența unui muzeu.
Colecția inițială a fost completată pe tot parcursul secolului XX prin achiziții, donații și transferuri. Astăzi, numărând în jur de 1.500 de piese, repartizate în subcolecțiile de mobilier, ceramică și porțelan, sticlărie, ceasuri, metal și textile, are configurația pe care fondatorul muzeului timișorean și-o imagina la sfârșitul secolului al XIX-lea.
Caracteristica fundamentală a colecției de artă decorativă a Muzeului de Artă Timișoara este aceea că ilustrează foarte bine felul în care stilurile și curentele artistice din Europa au fost receptate și asimilate în mentalitatea socială din Banat. Dat fiind faptul că majoritatea pieselor provin din interioarele bănățene amenajate pe parcursul secolului al XIX-lea - fie că este vorba de castele, conace sau imobile urbane, de colecționari profesioniști sau amatori - ele se constituie în imagini documentare care atestă gustul și gradul de cultură și civilizație existent în această zonă în epoca respectivă și oferă măsura standardului de viață cotidianǎ.
Din punct de vedere stilistic, de la vasele de ceramică italiană cu accente manieriste și porțelanul rococo produs în manufacturile de la Meissen sau Viena, de la sticlăria boemiană Biedermeier până la ceasurile franceze Empire, parcurgând neostilurile caracteristice istorismului din a doua jumătate a secolului al XIX-lea până la piese Art-Deco din metal, executate în atelierele Berndorf din Austria, sunt reprezentate toate stilurile artistice care au circulat în Europa.

## Artă europeană
Pictura europeană constituie una din colecțiile principale ale Muzeului de Artă Timișoara, în cadrul căreia ponderea este deținută de pictura italiană. Fără a avea prea multe nume de rezonanță, fondul de pictură italiană reușește să ilustreze câteva din marile curente din perioada secolelor XV-XVIII. Renașterii, marea cotitură a artelor, generată de ideile umanismului, care au dus la emanciparea picturii de sub autoritatea bisericească, contribuind la treptata ei laicizare, îi aparțin cele două panouri pictate , probabil fragmente ale unui poliptic, atribuite lui Donato Veneziano, reprezentând pe Sfântul Francisc și pe Sfântul Ieronim.Ele constituie o admirabilă ilustrare a pătrunderii elementelor renascentiste în tradiția preexistentă. Marile inovații plastice ale Renașterii: descoperirea perspectivei liniare și aeriene, modelul, redescoperirea anatomiei umane, compoziția închisă, le găsim exemplificate în lucrările „Logodna Sfintei Ecaterina” și „Sfânta Familie”, aparținând unor anonimi de școală venețiană din secolul al XVI-lea. Deși teme religioase, ele își pierd funcția inițială și ne încântă prin frumusețea modelului inspirat din realitate, prin strălucirea veșmintelor bogate, prin caldele armonii cromatice. Alături de scenele biblice, portretul, gen care se afirmă în plină Renaștere, ilustrat în colecția muzeului prin „Laura de Noves” și „Nobilul Venețian”, realizate printr-o cromatică strălucitoare, emanând o suavă seninătate, vădește aceeași predominantă a școlii venețiene: simțul deosebit pentru culoare.
Pictura „Iosif din Arimatea cu Isus”, tot din secolul al XVI-lea, excelând prin eleganța desenului, prin subtilitatea coloristică, prin preocuparea pentru o redare tactilă a imaginii, se înscrie în orientarea școlii florentine, una din cele mai prestigioase școli ale Renașterii italiene. Opere ca: „Sfânta Magdalena”, „Răpirea Europei” atribuite lui A.M. Schiavone și „Isus cu crucea” în genul lui Parmigianino, vădesc virtuozitatea tehnică, prețiozitatea și artificialitatea unei perioade de căutări în epoca din pragul barocului italian.
Opus acestor tendințe, Agostino Caracci, unul dintre întemeietorii Academiei degli Incaminati, fondată în 1585, în semn de protest împotriva picturii manieriste, abordează desenul după model, riguroasa construcție compozițională orientându-se și spre studiul marilor maeștri ai picturii italiene. „Hercule torcând”, lucrare care îi este atribuită, anunță prin compoziția desfășurată în diagonală, prin efectele de lumină direcționată, prin deschiderea de cadru, elemente novatoare ale barocului.
Ecouri ale acestui stil sunt remarcate și în pictura lui Baldi Layyaro, Pietro Rotari, Marcantonio Franceschini, Gregorio Lazzarini din colecția noastră.Ele încearcă să exemplifice câteva din inovațiile stilistice ale picturii italiene din secolul al XVII-lea ca: larga deschidere a compoziției, accentuarea voită a motivului central, funcția plastică a clar-obscurului, totul înclinând spre sugerarea mișcării. Compozițiile „Atalanta și pețitorii” de G.B. Pittoni și „David cu capul lui Goliat”, de Pompeo Batoni, ilustrează în colecția noastră accentuarea aspectelor decorative ale picturii italiene din veacul al XVII-lea, reflectând gustul pentru opulența excesivă a unei clase dominante în plină înflorire și afirmare.
Un moment de strălucire a școlii venețiene din secolul al XVIII-lea ni-l oferă „Tânără femeie cu colivie” de G.B. Piazzetta, care se impune atenției prin pitorescul imaginii, prin căldura cromaticii, prin pensulația spontană, într-o pastă suculentă, inundată de lumina care vitalizează culoarea. 
Arta Țărilor de Jos apare „mult mai mult decât cea a altor națiuni, determinată de sol, de climat, de religie, de istorie, de instituțiile și de moravurile țării” (Robert Genaille)
Numărul mic de picturi olandeze și flamande din colecția muzeului nu ne permite decât prezentarea lor în mod izolat, fără a le putea lega în succesiune cronologică.
Databil din secolul XV, „Turnul din Babel”, tablou atribuit lui Geerhard van Haarlem, apropiat prin viziune de primitivii olandezi, excelează prin minuția tehnică, prin grandoarea perspectivei și prin preocuparea accentuată pentru amănunt.
Aspectele vieții cotidiene, care au stat în centrul preocupării plastice, și-au găsit exprimarea printr-un larg registru de forme, datorate diversității școlilor de pictură.
Peisajul animat, reprezentat în colecția noastră prin lucrarea lui Philips Wouwermans, „Tabăra militară”, se impune atenției prin spontaneitatea și realismul interpretării. Larga deschidere perspectivală, animarea peisajului prin grupurile de figuri, animale mici și plante răzlețe, efectele de lumină filtrată prin densitatea norilor, dau compoziției un farmec pitoresc, căruia i se adaugă notabile calități cromatice.
Scena de gen, cea mai pregnantă formă de redare plastică a realității imediate, desprinsă din compoziții pentru a se contura independent, poate fi exemplificată prin câteva lucrări din colecția noastră, printre care amintim „Muzicanți de stradă”, „Scenă de cârciumă”, lucrări de accentuată factură realistă, aparținând unor autori anonimi din secolul al XVII-lea.
Urmând aceeași evoluție, natura statică a devenit în pictura Țărilor de Jos din secolul al XVII-lea unul din genurile preferate, abordat de numeroși artiști, printre care Jan Fyt ocupă un loc de frunte. În 1655 își datează pânza „Natură statică cu vânat păzit de câini”, remarcabilă operă în patrimoniul Muzeului de Artă Timișoara. Într-o compoziție savant construită, în care predilecția pentru minuție și pentru valorile tactile ale imaginii sunt evidente, artistul creează efecte plastice de mare virtuozitate, distingându-se printre reprezentații de seamă ai marii maniere flamande.
Portretul, gen de largă răspândire, este prezent în colecția nostră doar prin câteva lucrări: „Portrat de tânăr”, de Frans Pourbus cel Tânăr, sau „Portret de bărbat cu beretă”, în maniera lui Rembrandt, pretexte ale unor investigații psihologice ce întregesc viziunea despre om a artiștilor vremii.
Pictura germană, austriacă și maghiară își găsește câțiva reprezentanți în patrimoniul muzeului, fără a constitui colecții independente.
Izolată de contextul lucrărilor de școală germană, se remarcă „Adam și Eva”, aparținând Renașterii. Tratarea nudurilor, încadrarea lor în peisaj, structura compozițională, calitățile cromaticii, situează pictura în climatul artistic generat de personalitatea covârșitoare a lui Albrecht Dürer.
Pentru secolul al XVIII-lea, epocă de înflorire a barocului în țările din Europa Centrală, lucrările pictorilor Cosmas Damian Asam, Christian Seybold, Jan Kupecký și Anton Ignat Hamilton pot constitui elemente de referință.
Numeroase lucrări din galerie ilustrează spiritul academiilor de artă și cuprind majoritatea temelor de predilecție ale acestora, fiind exponente ale ideologiei și gustului oficial al epocii (Aldolf Humborg, Vastag György, Adolf Bock).
Climatul de efervescență social-politică și culturală a secolului XIX reflectă pregnant, cu toată opoziția academiilor, mișcările novatoare și din domeniul artelor plastice. Ele se resimt și în pictura maghiară, care la începutul secolului al XX-lea dobândește un caracter profund național. Prin diferite modalități de expresie, alături de filonul realist prezent în lucrarea lui Agghàzy Gyula, „Executorul”, sau a lui Maradàsz Victor, „Gheorghe Doja”, coexistă influențe de factură impresionistă, evidente în creația pictorilor Komàromi Katz Éndre sau Ivány Grünwald Béla din pinacoteca timișoreană. 
Colecția de pictură franceză a muzeului aparține secolelor XIX și XX, când Parisul, devenit centru al vieții cultural-artistice europene, cunoaște cele mai violente confruntări între noile curente și conformismul unei arte tradiționaliste ce slujea oficialităților vremii.
Lucrările pe care le deținem sugerează doar unele aspecte ale climatului plastic francez din această perioadă: preocupările școlii de la Barbizon se reflectă în „Peisaj la Fontainbleau” a lui Diaz de la Peňa, sau în pictura lui Jules Dupré; influențe ale impresionismului se remarcă în pictura semnată de Fernand Gérard le Gout, „Ieșirea din biserică”, pe când pânza „Lucrători la un pod”, semnată Louis Roger, ni-l prezintă pe artist ca pe un continuator al filonului realist din pictura franceză.